# Straßen (Neunkirchen-Seelscheid)

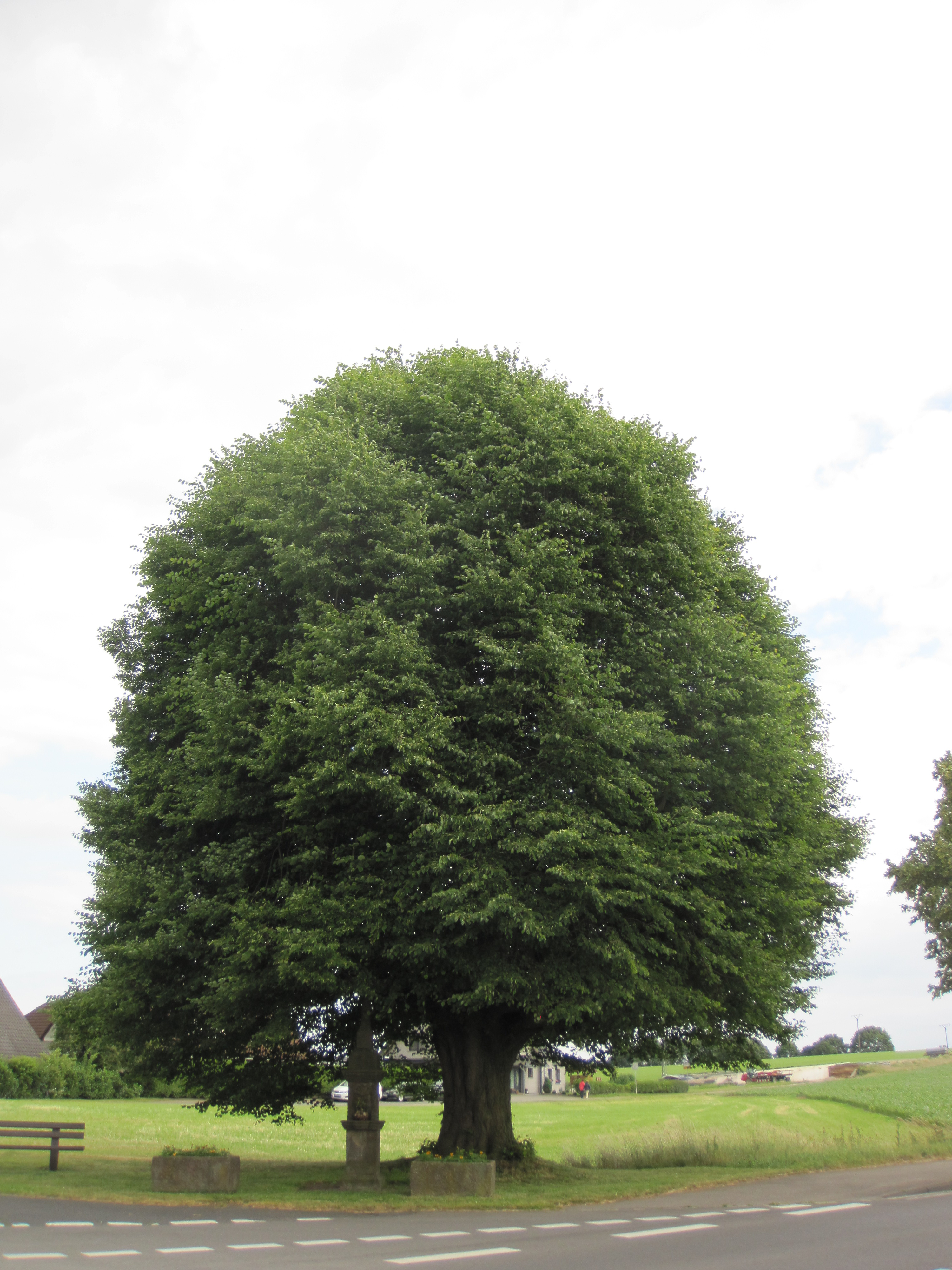
Linde am Ortseingang

Straßen ist ein Ortsteil der Gemeinde Neunkirchen-Seelscheid im Rhein-Sieg-Kreis. Der Ort liegt östlich der B 56 an der Abzweigung der Dreikronenstraße von der B 56. Dort steht als Naturdenkmal eine über 300 Jahre alte, ursprünglich in drei Kronen geschnittene Winterlinde, die der Straße den Namen gab. Das unter der Linde errichtete Wegekreuz aus dem Jahre 1710 steht unter Denkmalschutz.

## Geschichte
Der ursprüngliche Einzelhof Straßen an der Zeithstraße wird erstmals 1296 erwähnt, als Elias von Straßen (Elyas de straisen) in einer Urkunde des Stiftes St. Andreas in Köln wegen der statt des Naturalzehnts zu zahlenden Geldsumme als Zeuge auftritt.
Straßen war ein Sattelgut oder Freigut, dessen Besitzer dem Landesherrn im Kriegsfalle Pferd und Reiter stellen musste, dafür aber frei von anderen Verpflichtungen war.
Im Jahre 1436 war das Sattelgut Straßen im Besitz des Heidenreich von Plettenberg, dem das Gut mit andern Gütern sowie Anteilen an Schloss Stein als Erbe seines Onkels Johann von Stein zugefallen war. Er verkaufte es an seinen Verwandten Wilhelm von Nesselrode, Amtmann von Windeck.
Im Jahr 1609/1610 kam das Gut in bürgerliche Hand. Nach der Mitte des 18. Jahrhunderts entstanden durch Erbteilungen mehrere Höfe.
Nach dem Zweiten Weltkrieg kam es zu größeren Veränderungen durch Abriss der alten Häuser, Neubauten innerhalb und außerhalb des alten Hofareals sowie durch Ausbau und Verlegung der Wege und Umstrukturierung der beiden noch bestehenden landwirtschaftlichen Betriebe, von denen sich einer auf Milchwirtschaft spezialisiert hat, der andere einen Reitstall betreibt.
Das Dorf gehörte bis 1969 zur Gemeinde Neunkirchen.

## Einwohner
1830 hatte Straßen 39 Einwohner. 1845 hatte der Hof 24 katholische Einwohner in 14 Häusern. 1888 gab es 26 Bewohner in fünf Häusern.
1901 hatte das Gehöft 23 Einwohner. Verzeichnet sind die acht Familien Peter Hauptmann, Anton und Johann Josef Pohl, Johann Schmitz, zwei Johann Wimar Stommel, Peter Josef und Wilhelm Weber. Bis auf den Handelsmann Schmitz waren alle Ackerer.